# Geolier
Emanuele Palumbo (Nápoles, 23 de marzo de 2000), conocido por su nombre artístico Geolier, es un rapero italiano. Sus letras son mayoritariamente en napolitano.

## Biografía

### Primeros años,Emanuele(2018-2019)
Creció escuchando los discos de Co'Sang, Club Dogo, Michael Jackson, Nas y Rocco Hunt, para luego acercarse a la música a través del rap freestyle.
El 16 de abril de 2018 lanzó su primer sencillo P Secondigliano, en colaboración con Nicola Siciliano. En 2019 firmó un contrato con BFM Music, compañía discográfica independiente fundada por Luchè, con la cual lanzó su álbum de debut Emanuele en octubre del mismo año. El álbum logró la certificación de disco de Platina por FIMI, con más de 50 000 unidades vendidas en Italiay se caracterizó por la presencia de colaboraciones con varios artistas italianos, entre ellos el propio Luchè, Emis Killa, Guè Pequeno, Lele Blade y MV Killa. Para su promoción lanzó los sencillos Como te, Narcos yYacht .

### Colaboraciones,Marchio registrato(2020-2022)
El 2020 fue un año lleno de colaboraciones para Geolier. En enero lanzó el sencillo Fuego, grabado junto a Neves17 y Lele Blade, y unas semanas después participó en el sencillo Vamos pa la banca del productor Dat Boi Dee. En los meses siguientes también colaboró, entre otros, con Shablo y Sfera Ebbasta en el sencillo M'Manc, con Gué Pequeno en Cyborg, con Anna Tatangelo en Guapo, con Shiva y Lazza en la canción Friend.
El 10 de julio de 2020 se estrenó Emanuele (marchio registrato), una reedición del álbum Emanuele con 5 temas inéditos.En septiembre Geolier colaboró en tres temas del álbum Buongiorno de Gigi D'Alessio y en el tema Valentino de Vale Lambo. Posteriormente colaboró con Samurai Jay en su primer disco, con CoCo, con Gemitaiz, con Peppe Soks y con MV Killa y Yung Snapp.
Entre 2021 y 2022 Geolier también colaboró con varios artistas, entre ellos Mace (Top Boy), Sfera Ebbasta (Tik Tok RMX), Rocco Hunt (Che me chiamme a fa?), Emis Killa y Jake La Furia (No Cap) y Sick Luke (Creatur).

### Il coraggio dei bambini(2022-presente)
El 28 de octubre de 2022 volvió a la escena musical con el sencillo Chiagne, con la participación de Lazza y del dúo de productores Takagi & Ketra, y el 18 de noviembre estrenó Money.El 6 de diciembre anunció su segundo álbum de estudio Il Coraggio dei bambini,que fue lanzado el 6 de enero de 2023 e incluyó colaboraciones de artistas como Sfera Ebbasta, Shiva, Michelangelo, Paky, Guè Pequeno y Lele Blade.El siguiente 3 de marzo lanzó el senzillo Come vuoi. El 7 de abril estrenó una reedición de Il coraggio dei bambini, subtitulada Atto II con seis bonus tracks, donde fueron incluidas las colaboraciones con Giorgia y Marracash.
Durante el año se publicaron los sencillos Me vogl bene de MV Killa y Oro e diamanti (mane e mane 2.0) de Neves17 junto a Enzo Avitabile, ambos caracterizados por la participación de Geolier como artista invitado.
A comienzos de diciembre de 2023 se anunció su participación a la edición de 2024 del Festival de la Canción de San Remo con la canción I p' me, tu p' te. llegando en segundo lugar gracias al público.

## Discografía

### Álbumes de estudio
- 2019: Emanuele
- 2023: Il coraggio dei bambini
- 2024: Dio lo sa

### Sencillos

#### Como artista principal
- 2018: P Secondigliano (con Nicola Siciliano)
- 2018: Mercedes
- 2018: Queen
- 2018: Mexico
- 2019: Como te (con Emis Killa)
- 2019: Narcos
- 2019: Yacht (con Luchè)
- 2020: Fuego (con Neves17 y Lele Blade)
- 2020: M'Manc (con Shablo e Sfera Ebbasta)
- 2021: Rap Tutorial (64 bars) (con Luchè)
- 2022: Cuore (con Shablo y Coez)
- 2022: Chiagne (con Lazza y Takagi & Ketra)
- 2022: Money
- 2023: Come vuoi
- 2024: I p' me, tu p' te

#### Como artista invitado
- 2018: E' guagliun (Peppe Soks con Geolier)
- 2018: Sosa (Lele Blade con Geolier)
- 2019: Gang (Samurai Jay con Geolier)
- 2019: Natale Marziano 2k19 (Gianluca Carbone con Anna Tatangelo, Geolier, Livio Cori, Roberto Colella, Peppe Soks, Samurai Jay, Francesco Da Vinci, Bles y Soul Food Vocalist)
- 2020: Vamos pa la banca (Dat Boi Dee con Geolier, Samurai Jay y Lele Blade)
- 2020: Nena (Boro Boro con Geolier)
- 2020: Guapo (Anna Tatangelo con Geolier)
- 2020: Buongiorno (Gigi D'Alessio con Clementino, CoCo, Enzo Dong, Franco Ricciardi, LDA, Lele Blade, MV Killa, Geolier, Samurai Jay y Vale Lambo)
- 2021: Che me chiamme a fa? (Rocco Hunt con Geolier)
- 2021: Fantasmi (TY1 con Geolier y Marracash)
- 2021: Ready (SLF con Geolier)
- 2023: Me vogl bene (MV Killa con Geolier)
- 2023: Oro e diamanti (mane e mane 2.0) (Neves 17 con Enzo Avitabile y Geolier)
- 2023: Everyday (Takagi & Ketra con Shiva, Anna y Geolier)

## Videografía
| Año  | Título | Director                              |
| ---- | --- | ------------------------------------- |
| 2018 | P Secondigliano | Nicola Siciliano                      |
| 2018 | Mercedes | Vimafilm                              |
| 2018 | Queen | Tony Ruggiero                         |
| 2018 | E' Guagliun (Peppe Soks con Geolier) | Alessandro Raimo                      |
| 2018 | Sosa | Tony Ruggiero                         |
| 2019 | Como Te (con Emis Killa) | Tony Ruggiero                         |
| 2019 | Narcos | Tony Ruggiero                         |
| 2019 | Gang | Tony Ruggiero                         |
| 2019 | Yacht (con Luchè) | Fabrizio Conte                        |
| 2020 | Fuego (con Neves17 y Lele Blade) | Tony Ruggiero                         |
| 2020 | Vamos pa la banca (Dat Boi Dee con Geolier, Samurai Jay y Lele Blade)                                                                       | Tony Ruggiero                         |
| 2020 | M'Manc (con Shablo y Sfera Ebbasta) | Simone Mariano y Federico Merlo       |
| 2020 | Guapo (Anna Tatangelo con Geolier) | Lorenzo Ambrogio y Alessandro Mancini |
| 2020 | Buongiorno (Gigi D'Alessio con Clementino, CoCo, Enzo Dong, Franco Ricciardi, LDA, Lele Blade, MV Killa, Geolier, Samurai Jay y Vale Lambo) | Fabrizio Cestari                      |
| 2020 | Cyborg (Gué Pequeno con Geolier) | Damn Films                            |
| 2021 | Tik Tok RMX (Sfera Ebbasta con Marracash, Gué Pequeni, Paky y Geolier)                                                                      | Late Milk                             |
| 2021 | Che me chiamme a fa? (Rocco Hunt con Geolier)                                                                                               | Damn Films                            |
| 2021 | Fantasmi (TY1 con Geolier y Marracash) | Davide Vicari                         |
| 2021 | Ready (SLF con Geolier) | Claudio Vitiello                      |
| 2022 | Money | Davide Vicari                         |
| 2023 | Come vuoi | Davide Vicari                         |